# CunninLynguists
CunninLynguists est un groupe de hip-hop américain, originaire de Lexington, dans le Kentucky et d'Atlanta, en Géorgie. Le groupe se compose actuellement de Deacon the Villain, Kno, et Natti. Le groupe possède une large discographie composée de mixtapes et d'albums studio, bien accueillis par la presse spécialisée.

## Biographie
Le premier LP du groupe, Will Rap for Food, est publié en octobre 2001, et décrit par Pitchfork comme « un début solide, accessible, rempli de rimes intelligentes et d'une production hautement bien construite,. » À cette période, le groupe réfléchit à un nom qui ferait rire l'auditeur et lui montrerait que leur musique n'est pas sérieuse contrairement aux idées reçues. Leur second LP, SouthernUnderground, est publié indépendamment le 1er avril 2003 au label Freshchest Records. L'album voit Mr. SOS se joindre au groupe, fait participer plusieurs autres artistes comme Masta Ace et Supastition, et est produit par Domingo, RJD2 et Kno. M.F. DiBella d'AllMusic le décrit comme « une dextérité lyrique et une véritable sensation musicale auxquelles on assiste rarement dans le rap conscient d'hier à aujourd'hui. »
Le groupe signe un contrat de distribution avec Caroline Distribution en 2004, et SouthernUnderground devient le premier projet réédité, avec Will Rap For Food qui suivra en 2005. Le groupe se lance en tournée aux États-Unis et au Canada en 2003, 2004 et 2005, apparaissant brièvement sur scène aux côtés de Nappy Roots, Cee-Lo Green de Goodie Mob, et longuement avec People Under the Stairs, Raekwon de Wu-Tang Clan et Brand Nubian. En 2003, Kno publie sa version remixée de l'album The Black Album de Jay-Z, intitulée The White Al-bu-lum. CunninLynguists publie son troisième LP, A Piece of Strange, à l'international le 24 janvier 2006 aux labels Caroline Records et Groove Attack Distribution. Après le départ de Mr. SOS et l'arrivée de Natti,, l'album fait participer, Cee-Lo Green, Immortal Technique et Tonedeff, et est entièrement produit par Kno.  La sortie de A Piece of Strange voit la popularité du groupe grimper, tandis qu'il s'investit significativement en tournée en soutien à leur album aux côtés notamment de Kanye West, Pharrell Williams et The Strokes. Hype attribue cinq étoiles à l'album qu'il décrit comme « le meilleur de ces 12 derniers mois. » Le magazine URB lui attribue quatre étoile, et le décrit comme « une beauté », tandis que The A.V. Club félicite la « production aventureuse et merveilleuse » de Kno.
CunninLynguists publie son quatrième LP, Dirty Acres le 27 novembre 2007 via une coentreprise entre leur propre label APOS Music et le label suédois Bad Taste Records. Entièrement produit par Kno, il fait participer des artistes tels que Devin the Dude, Phonte de Little Brother et Witchdoctor, et est décrit par CMJ New Music Monthly comme « un album provocant qui remet tout sur la table, même les bases du hip-hop. » Il est félicité par Michael Kabran de PopMatters qui le décrit comme « un des meilleurs albums de hip-hop de 2007 et incontestablement l'un des meilleurs de cette dernière décennie. » CunninLynguists se lancent en tournée à travers les États-Unis, l'Europe et le Canada en soutien à l'album.
En 2010, le producteur Kno publie son album Death Is Silent. En 2013, Kno forme un nouveau groupe, Built to Fade, avec les chanteuses Dane Ferguson, Zoe Wick et Anna Wise (de Sonnymoon). Le groupe publie son premier album To Dust le 12 novembre 2010.
En mars 2011 CunninLynguists publient leur cinquième album, Oneirology sur le label QN5/APOS Music. La couverture de l'album fut réalisé par l'artiste Lois van Baarle. Toutes les productions sont de Kno, avec en invité Big K.R.I.T., Freddie Gibbs et Tonedeff. Le thème est l'étude du rêve, dans sa dimension générale (l'onirologie est la "science" qui étudie les rêves) mais aussi celle plus spécifique du rêve américain face aux changements économiques, techniques et sociaux qui mettent à mal cette société.
En 2014, CunninLynguists publient leur cinquième mixtape, Strange Journey Volume Three. L'album est entièrement organisé par les fans quant au concept, aux collaborations, au packaging, et à la couverture. La même année, le lexique de CunninLynguists est considéré comme l'un des plus riches parmi les rappeurs anglophones.

## Style musical
Le style musical des CunninLynguists possède une particularité qui se fait de nos jours de plus en plus rare dans le monde du hip-hop « commercial », leur musique est bien plus proche du hip-hop expérimental que du gangsta rap prédominant depuis la fin des années 1990. Leurs expérimentations musicales variées (inclusion de samples de musique classique, de funk, « vocodage » ou « pitchage » des voix, spoken word...) associées à des techniques de DJing old school (le scratch notamment) très marquées « années 1990 » ainsi que la polysémie de leurs textes bien plus axés sur les jeux de mots et les doubles sens que sur la célébration d'un style de vie dit « de pimp » en fait l'antithèse d'un groupe « bling-bling », mais les rapproche de la tradition des grands DJs expérimentateurs de nouvelles sonorités dans les années 1980 et 1990 tels que Grandmaster Flash, Afrika Bambaataa ou encore les Invisibl Skratch Piklz, groupes de turntablists notoires (plus récemment[Quand ?], et de manière plus radicale, ce genre est exploré par des artistes comme RJD2)[réf. nécessaire]. Par ailleurs, il est notable qu'eux-mêmes cherchent à éviter de rendre leur musique trop clairement commerciale (ils s'en défendent notamment sur le disque Will Rap for Food) et tentent plutôt de se démarquer dans leurs paroles des thèmes violents à la gloire de la réussite personnelle et sociale souvent abordés par leurs confrères. On[Qui ?] pourrait ainsi les situer dans la droite ligne de la mouvance du rap underground du sud (Dirty South)[réf. nécessaire].

## Discographie

### Albums studio
- 2001 : Will Rap for Food
- 2003 : SouthernUnderground
- 2006 : A Piece of Strange
- 2007 : Dirty Acres
- 2011 : Oneirology
- 2017 : Rose Azura Njano

### EP
- 2014: The Winterfire EP (avec The Grouch & Eligh)
- 2015: Phantom Limbs EP (Kno et Sadistik)
- 2017: The Rose EP
- 2017: The Azura EP

### Projets solo
- 2010 : Death is Silent, solo de Kno
- 2013 : Still Motion, solo de Natti produit par Kno
- 2013 : To Dust, produit par Kno, collectif Build to Fade (Dane Ferguson, Zoe Wick, Anna Wise)
- 2020 : Lies In Nostalgia, produit par Kno, collectif Build to Fade (Dane Ferguson, Zoe Wick, Anna Wise)

### Mixtapes
- 2004 : Sloppy Seconds Volume One
- 2005 : Sloppy Seconds Volume Two
- 2009 : Strange Journey Volume One
- 2009 : Strange Journey Volume Two
- 2014 : Strange Journey Volume Three